# Trailerdragare

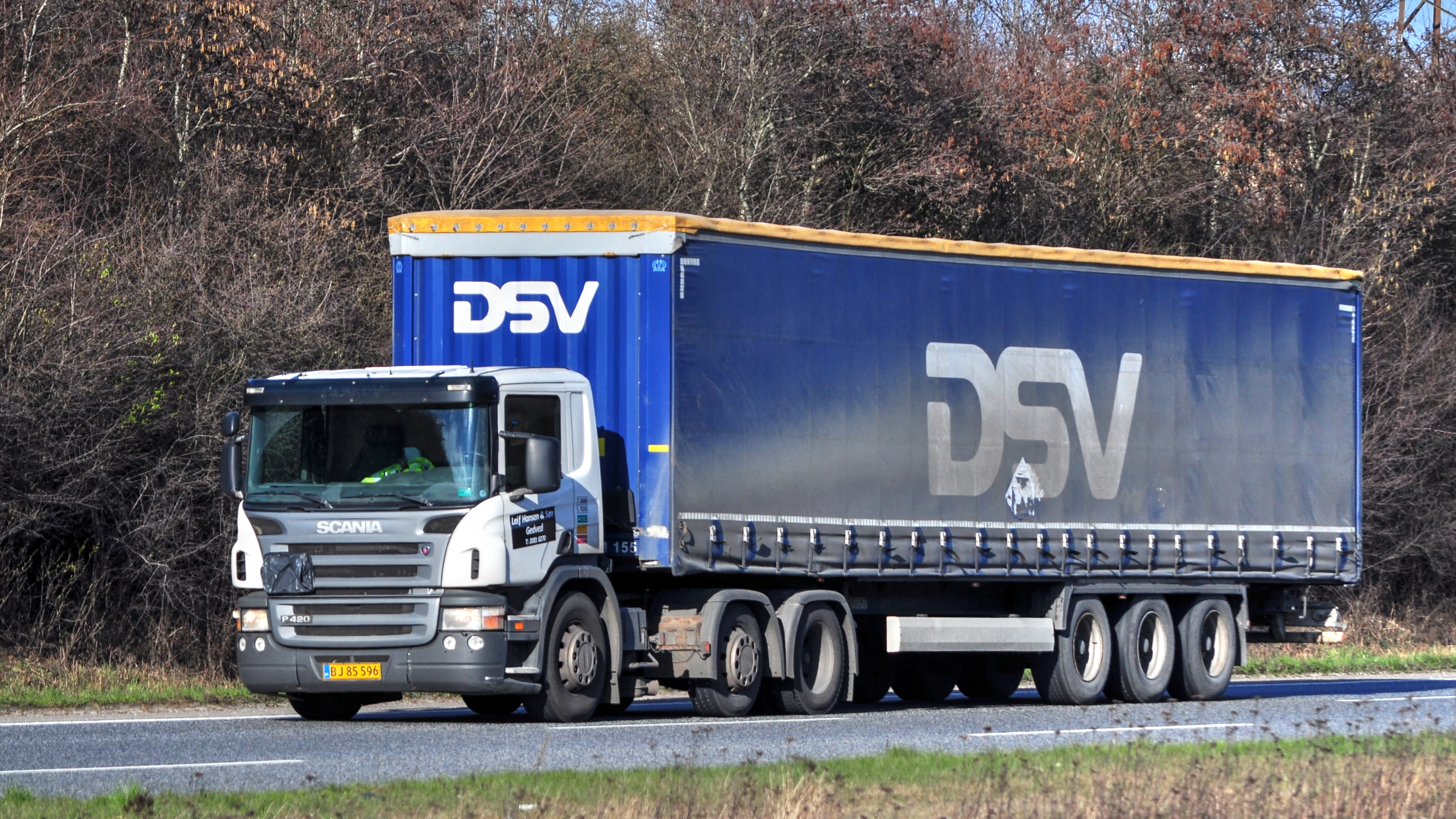
Trailerdragare från Scania med tillkopplad semitrailer kör på motorvägen sekundærrute 501 i Danmark.

Trailerdragare, eller i branschslang kallat traktor, är en medeltung eller tung lastbil avsedd att dra en semitrailer. Den är utrustad med en speciell vändskiva, där trailerns fästanordning passar.   
Trailern som trailerdragaren ska dra mellan olika destinationer kan vara tung och därför är fordonet normalt avsett för att dra tunga laster långa sträckor.   
I trailern hos en trailerdragare kan det finnas till exempel mat/livsmedel, kläder, leksaker och elektronik. Det är ett sätt att transportera varor mellan städer och länder.   
Inom terminal- och hamnområden används terminaltraktorer.

## Bilder

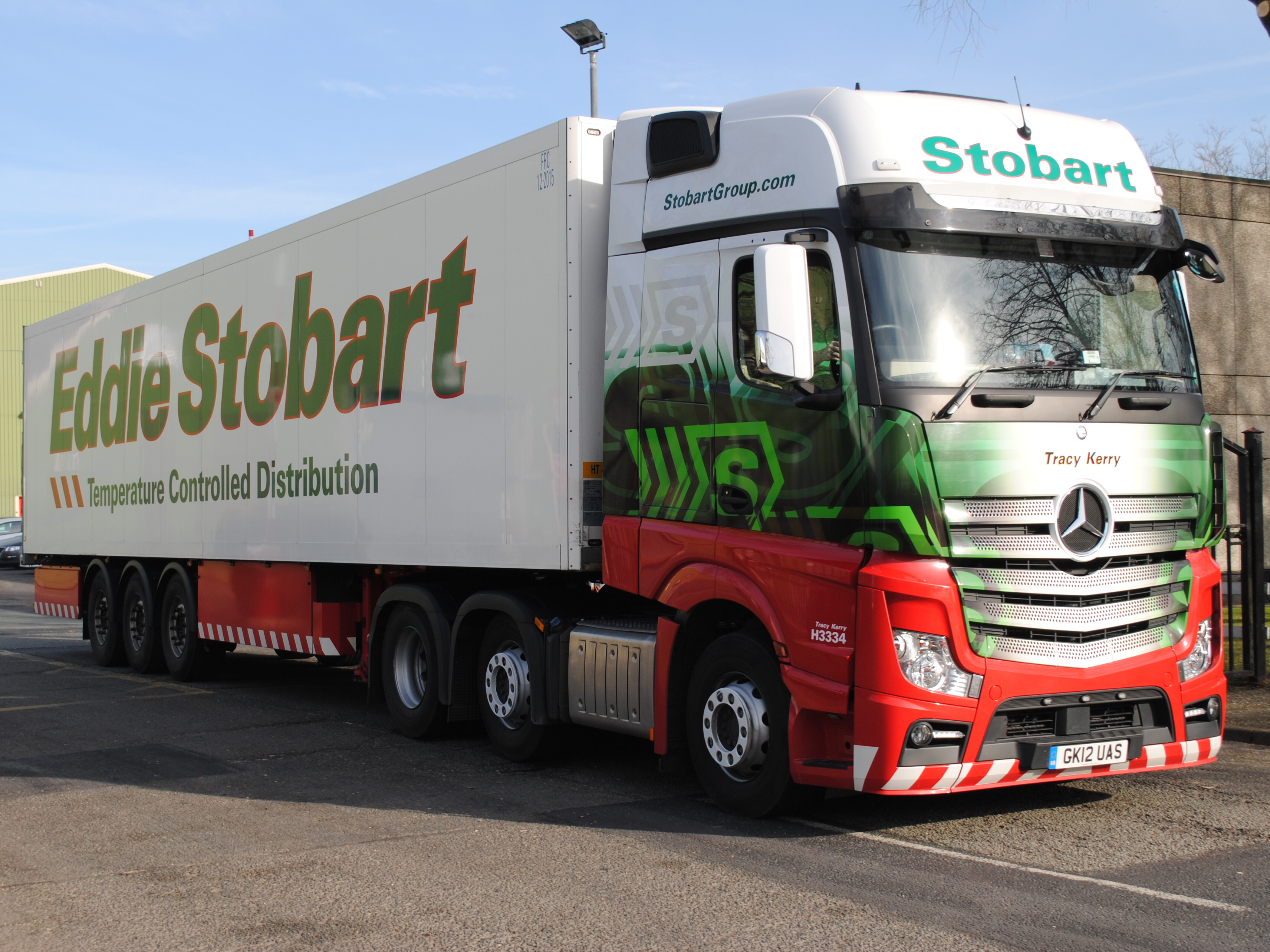
Trailerdragare med kopplad semitrailer i Warrington i England.
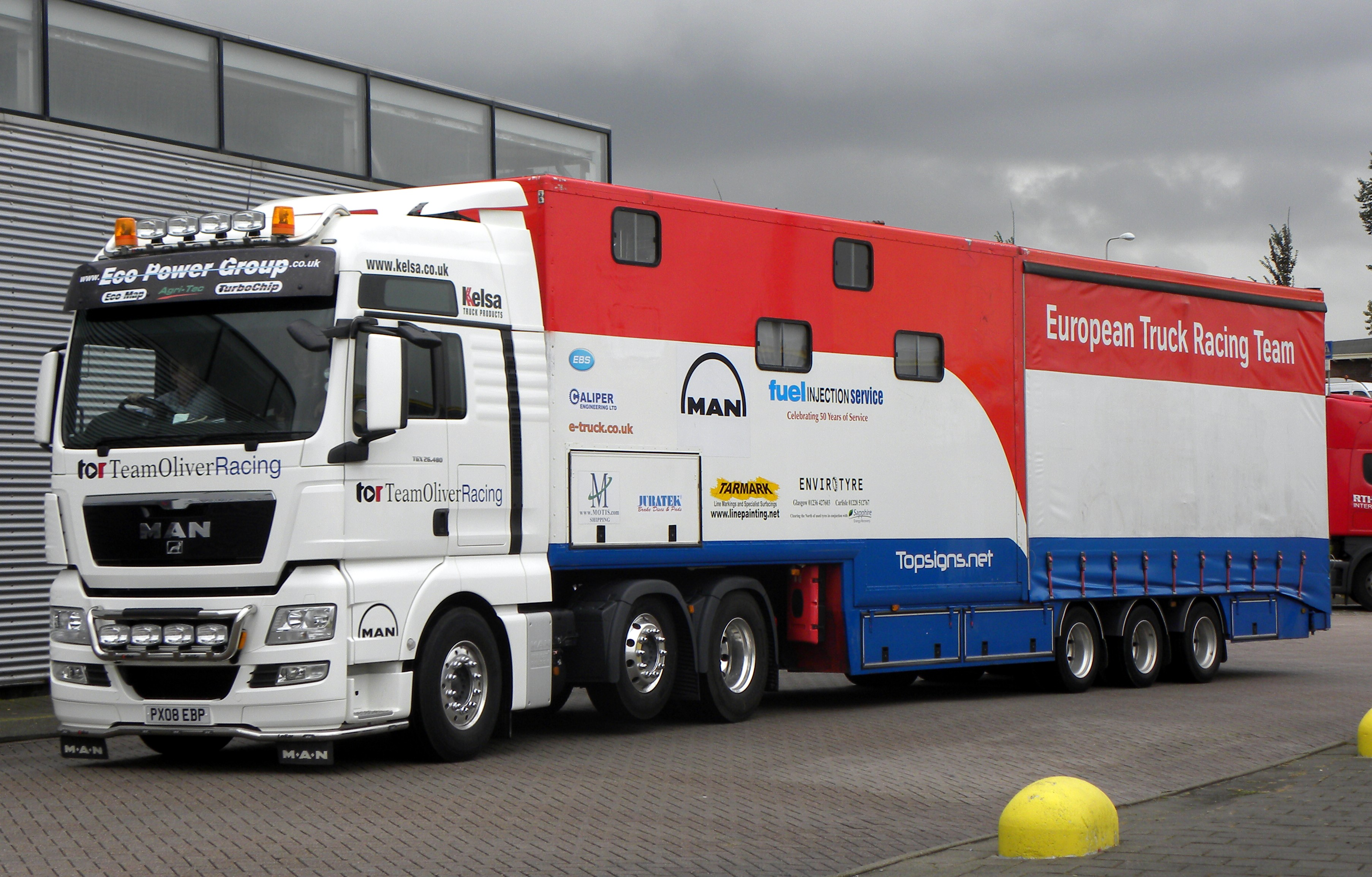
Trailerdragare med kopplad semitralier i Ĳmuiden i Nederländerna.
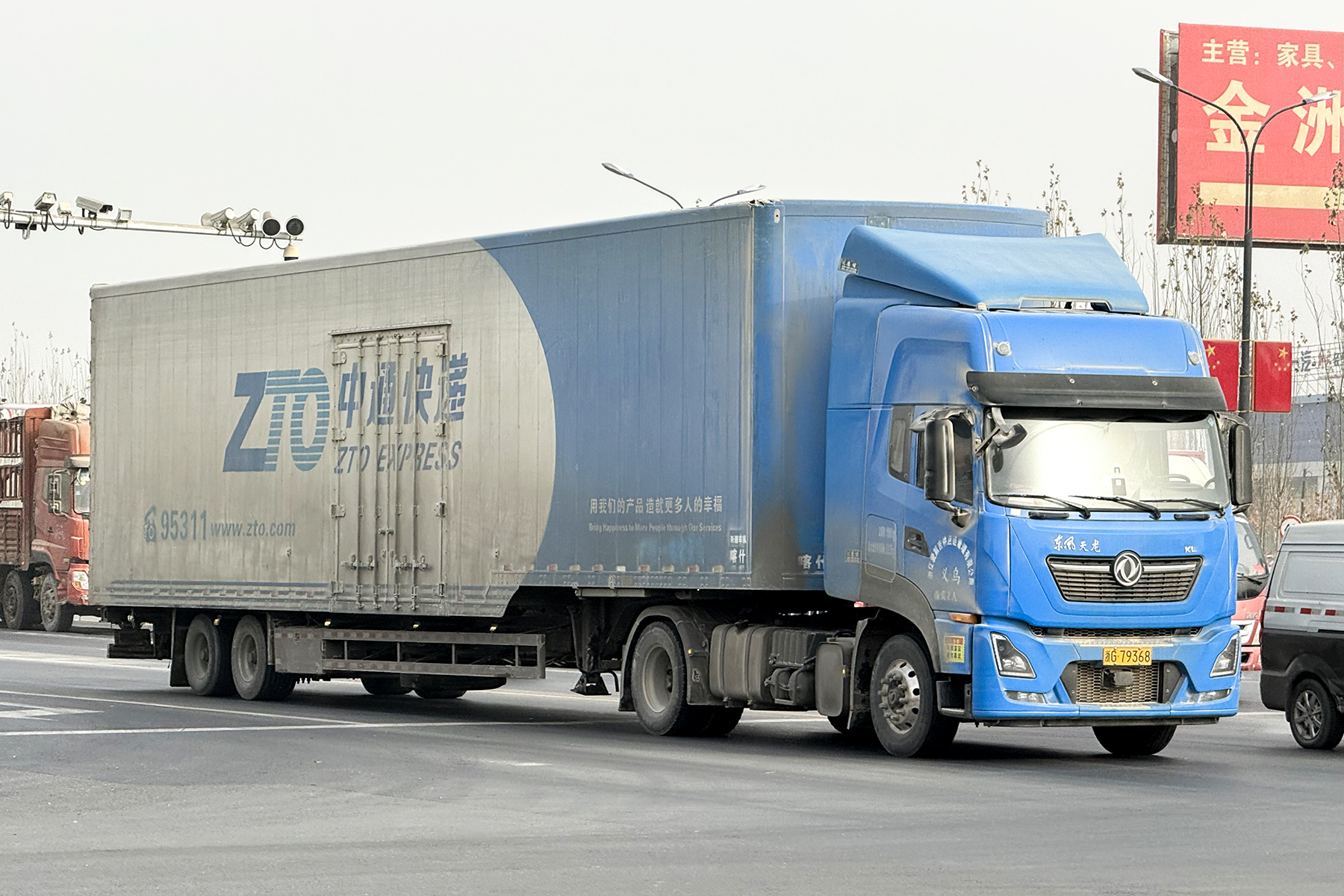
Trailerdragare med kopplad semitrailer i Aksu i Kina.